# Enicospilus insinuator
Enicospilus insinuator là một loài tò vò trong họ Ichneumonidae.